# 川崎貨物駅
川崎貨物駅（かわさきかもつえき）は、神奈川県川崎市川崎区塩浜四丁目にある日本貨物鉄道（JR貨物）・神奈川臨海鉄道の貨物駅である。京浜地区から石油を北関東の石油貯蔵施設に送る他、各種石油化学品を全国各地に発送する等の日本有数の石油製品輸送拠点となっている。
JRの東海道本線貨物支線（通称東海道貨物線）、神奈川臨海鉄道の浮島線・千鳥線が乗り入れる。乗り入れる3路線はいずれも貨物線である。2017年9月30日まではこれに加えて神奈川臨海鉄道の水江線も乗り入れていた。

## 歴史
1950年代後半、京浜工業地帯の貨物輸送は、国鉄東海道本線貨物支線の浜川崎駅から延びる専用線や、川崎市電および京浜急行電鉄大師線の一部三線軌条化で対応された。しかし高度経済成長や京浜工業地帯の埋立による拡大で輸送量が増大し浜川崎駅の操車能力が限界に近づいたため、国鉄は1964年に貨物支線を延長（一部は三線軌条の複線であった川崎市電の浜町三丁目 - 池上新田間を単線化して旧上り線を転用）し、操車場機能を持つ塩浜操駅を開設した。同時に、浮島地区・千鳥町地区・水江地区の各工場を結ぶ目的で神奈川臨海鉄道の各線が開業した。
また、塩浜操駅建設の影響で、1964年に京浜急行電鉄大師線の小島新田 - 塩浜間および川崎市電の池上新田 - 塩浜間が休止され、小島新田駅も貨物駅の西側に移転した（その後1967年に川崎市電の同区間が、1970年に大師線の同区間が正式廃止）。

### 年表
- 1964年（昭和39年）
  - 3月25日：塩浜操駅（しおはまそうえき）として、神奈川県川崎市大師河原にて、営業範囲を「同停車場接続専用線発着車扱貨物および神奈川臨海鉄道株式会社線方面との連絡車扱貨物ならびに社用車扱貨物」として開業[2]。神奈川臨海鉄道の各線も同時に開通。当時は貨物ホームは設置されていなかった。
  - 6月21日：構内を電化。
- 1965年（昭和40年）10月1日：コンテナホーム設置。営業範囲を「貨物（ただし、車扱貨物は次のものに限る。小口混載、同停車場接続専用線発着のもの、神奈川臨海鉄道株式会社線方面との連絡のものおよび社用のもの）とする」[3]。
- 1967年（昭和42年）7月1日：営業範囲を「貨物（ただし、車扱貨物は次のものに限る。ク5000号形式貨物積による自動車小口混載、同停車場接続専用線発着のもの、神奈川臨海鉄道株式会社線方面との連絡のものおよび社用のもの）」とする[4]。
- 1972年（昭和47年）4月1日：営業範囲を「貨物」とする[5]。
- 1973年（昭和48年）10月1日：東京貨物ターミナル駅まで貨物支線が延伸。営業範囲を「コンテナによる小口扱貨物」とする[6]。
- 1974年（昭和49年）
  - 9月3日：ヤード自動化、リニアモーターカー（リニアモーターを導入した貨車加減速装置）を設置。
  - 10月1日：小荷物の取扱を開始し、営業範囲を「小荷物、貨物」とする[7]（操車場機能を持つ一般駅となる）。
- 1978年（昭和53年）12月1日：小荷物の取扱を廃止し、営業範囲を「貨物」とする[8]（操車場機能を持つ貨物駅に戻る）。
- 1984年（昭和59年）2月1日：地区指定組成駅の指定を解除。同様の機能を持つ「輸送基地」に指定される。操車場機能を国鉄から神奈川臨海鉄道に移管。
- 1986年（昭和61年）11月1日：輸送基地の指定を解除され、操車場機能を完全に停止。
- 1987年（昭和62年）4月1日：国鉄分割民営化により、国鉄の駅はJR貨物の駅となる。
- 1990年（平成2年）
  - 2月：構内に高島駅から横浜貨車区が移転し、川崎貨車区に改称[9]（後に川崎車両所に統合され、同所塩浜派出となる）。
  - 3月10日：川崎貨物駅に改称[10]。
- 1995年（平成7年）8月21日：下り線にホームを新設、着発線荷役方式（E&S方式）を導入[11]。
- 1997年（平成9年）8月25日：構内に新小岩信号場駅から新小岩車両所が移転し、川崎車両所に改称[9]。
- 1998年（平成10年）3月26日：構内に品川駅から品川機関区が移転し、川崎機関区に改称（後に新鶴見機関区に統合され、同区川崎派出となる）[9][12]。
- 2017年（平成29年）9月30日：神奈川臨海鉄道水江線が廃止される[1]。

### 塩浜操車場
川崎貨物駅はかつて、操車場機能を併せ持っていたため、塩浜操車場と呼ばれた。旧駅名の「塩浜操」はその略である。地区指定組成駅に分類されていた。
塩浜操車場は、「ハンプ」と呼ばれる人工の丘を備えたハンプヤードであった。1974年（昭和49年）にはコンピュータシステム（Yard Automatic Control System、略称：YACS）が導入され、構内作業の自動化が図られた。しかし1984年（昭和59年）のダイヤ改正でヤード式輸送が廃止されると、地区指定組成駅としての役割を廃止した。この時は新たに「輸送基地」に指定され設備は残されたが、1986年（昭和61年）のダイヤ改正で輸送基地としても廃止され、ハンプなどの設備はすべて撤去された。
1982年11月当時の主な設備は、以下の通りであった。川崎貨物駅となった現在と変わっていないものもある。
- 着発線 - 下り本線・上り本線と、上り1・2番線、下り1・2番線の合計6本。
- 出発線 - 下り3・4・5番線の3本が該当。下り列車の出発専用であった。
- 到着線 - 到着1番線から到着5番線までの5本が該当。到着1番線は下り列車の到着専用だが、残る4線は上り列車の到着専用。
- 方向別仕分線 - 1番線から15番線までの15本。この線路での入換作業が自動化されていた。
  - 5線で1組となり、ハンプから方向別仕分線へ向かう貨車が2回ずつカーリターダーを使用するように、5基のカーリターダーが設置されていた。各線路の南側（リターダー側）にはリニアモーターカー（リニアモーターで駆動する貨車加減速装置）、各路線の北側にはカーストッパー（可動式の車止め）がそれぞれ1基ずつ設置されていた。
- 仕分線 - 16番線から24番線までの9本。神奈川臨海鉄道管理の仕分線。
- ハンプ - 方向別仕分線・仕分線の南側に設置。到着線に繋がる線路と、仕分線に繋がる引き上げ線に勾配がつけられた。

## 駅構造

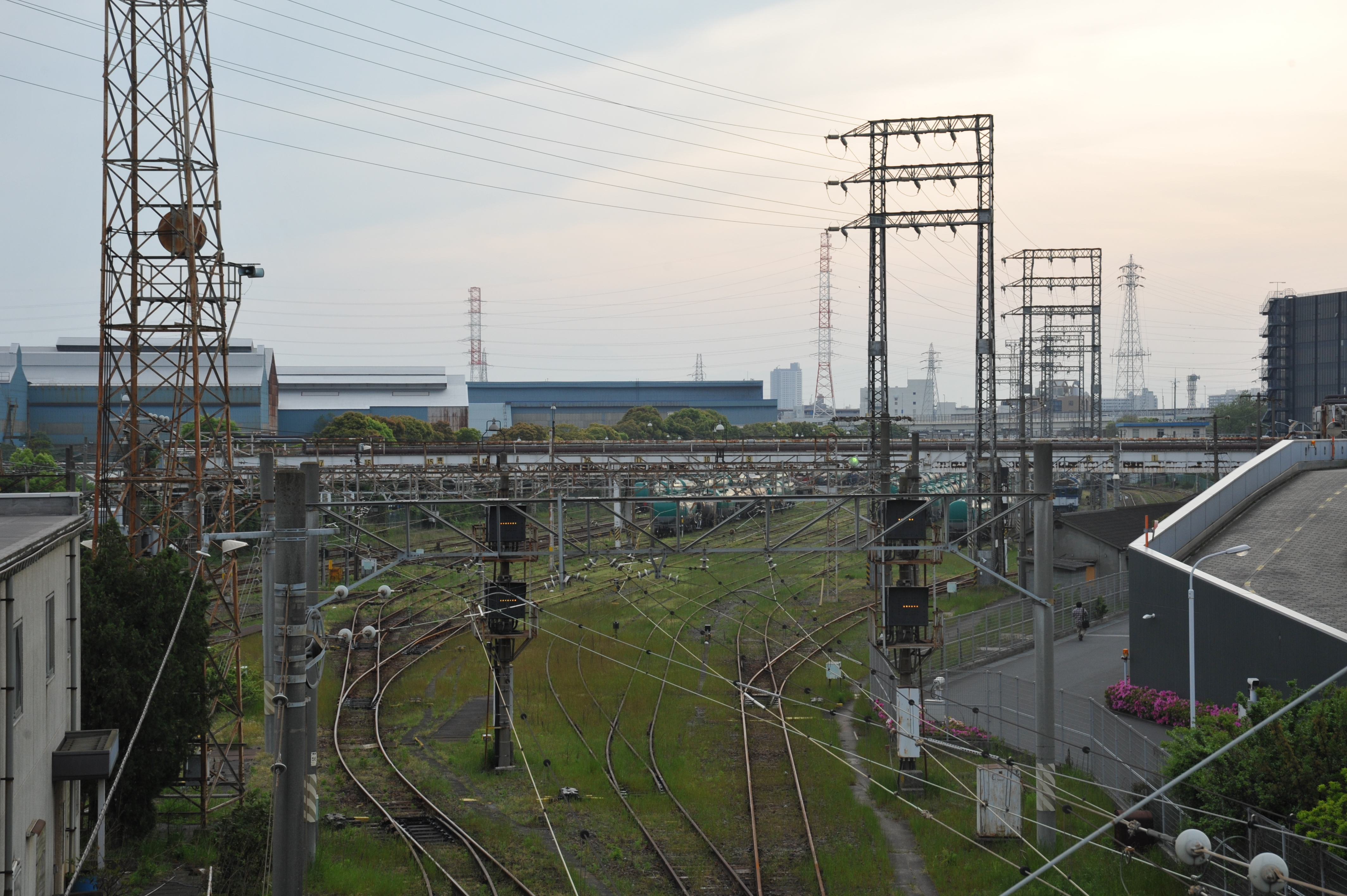
構内（2010年5月、タンク車などが留置されている）

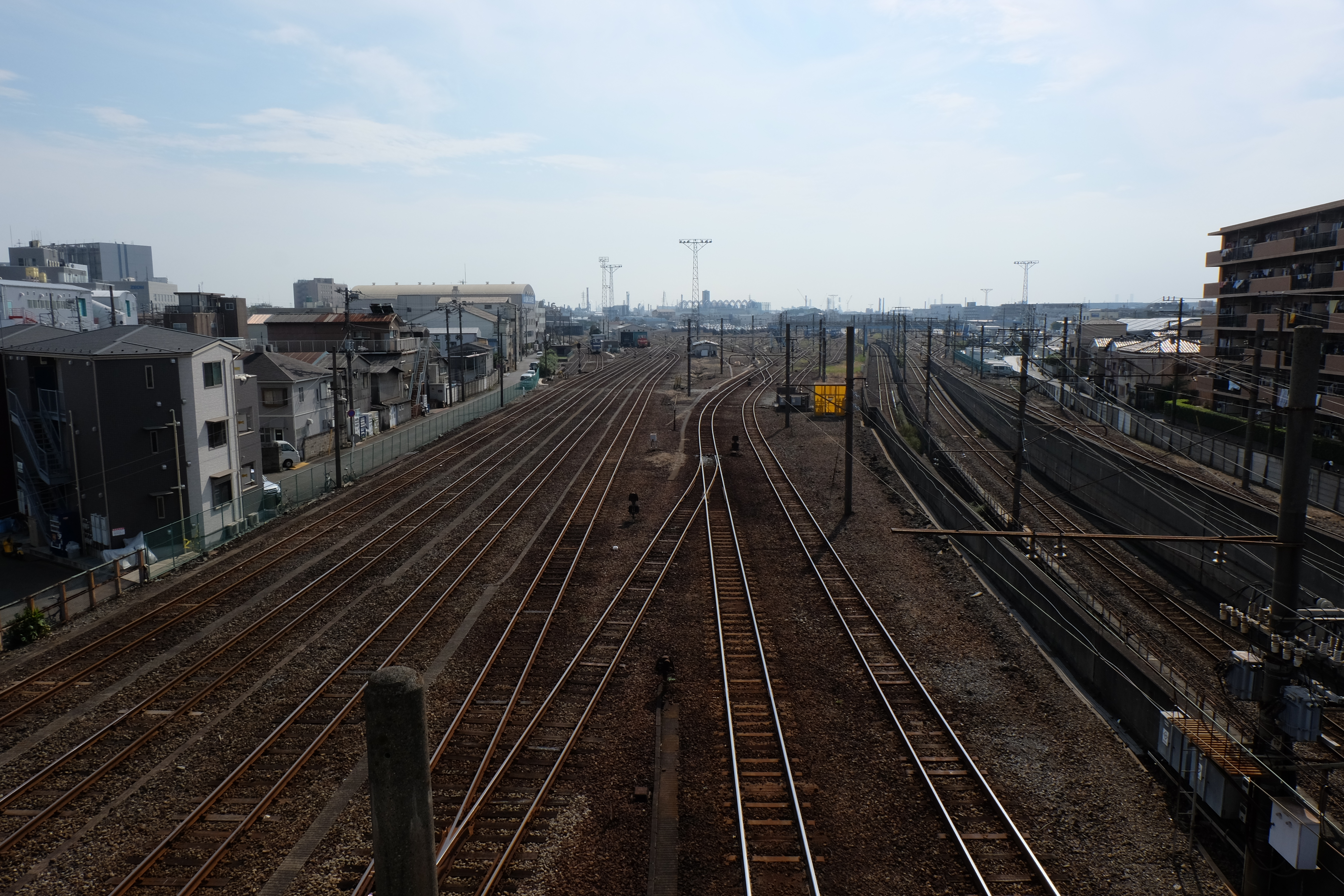
構内（2014年9月、跨線橋より）

JR線1路線と、神奈川臨海鉄道の2路線が集まる貨物駅で、381,739m2の総面積を持つ。各線から集まる貨車を整理する仕分線が構内に多数あり、駅の配線は複雑である。
東海道貨物線は南北方向に通る。駅の北方には多摩川が流れ、東海道貨物線はこの下を長さ6.5kmのトンネルでくぐる。このトンネルの中で下り本線から下り着発線群に繋がる路線が分岐している。この路線と上り本線は同じ場所で地上に出るが、下り本線はそこから800メートルほど南で地上に出ている。
構内の中程にコンテナホームが設置されている。2面のホームが向かい合う形で並んでおり、西側のものが上りホーム、東側のものが着発線荷役方式（E&S方式）に対応する下りホームである。2つのホームの間には、（上りホーム側から順に）荷役線2本、留置線、上り2番線・1番線、上り本線、下り本線、下り1番線・2番線（荷役線）が並ぶ。このうち、上り1番線・2番線と下り1番線・2番線が駅の着発線である。下りホームの反対側（東側）には出発線が2本（下り出発8番線 - 10番線）敷設され、上りホーム側には留置線が敷設されている。
下りホームの東側には、各線から集まる貨車を仕分けを行うための仕分線群が広がる。この仕分線群の西側半分をJR貨物が管理し、東側半分を神奈川臨海鉄道が管理している。仕分線群の東に隣接して、水江線が使用していた着発線2本が並んでいる。千鳥線の着発線（1本のみ）と浮島線の着発線（出発線・到着線1本ずつ）はこの北側にあり、神奈川臨海鉄道管理の仕分線群に繋がる。なお、仕分線群では突放による入換作業も行われる。
構内の南寄り、下りコンテナホームの南側にあたる場所には、到着線が5本（出発1番線 - 5番線）ある。東海道貨物線の上り線に繋がるこの出発線は、東日本旅客鉄道（JR東日本）が管理する線路である。
駅構内には車両基地が多数存在する。構内中程、仕分線群の東側には車両工場であるJR貨物川崎車両所があり、仕分線群の南に隣接する場所にはJR貨物の新鶴見機関区川崎派出がある。千鳥線・浮島線の着発線の脇には神奈川臨海鉄道の塩浜機関区があり、構内南側の旧・水江線沿いにはJR貨物の川崎車両所塩浜派出（貨車の交番検査を施行）がある。なお、下りコンテナホームが設置される前は、川崎車両所の場所に行止り式のコンテナホームが設置されていた。
現在、当駅から分岐する専用線は存在しないが、1997年までは京急大師線を三線軌条で通り、味の素川崎事業所へ続く専用鉄道があった。その他、水江線から分岐し、日本鋼管川崎製鉄所（現・JFEスチール東日本製鉄所京浜地区）への専用線もあった。
構内の信号扱い・進路制御・入換誘導は、JR所属部分を含め神奈川臨海鉄道が全て一括して行っている。

## 取扱貨物の種類
川崎貨物駅は、コンテナ貨物と車扱貨物の取扱駅である。コンテナ貨物は、12ft・20ft・30ftのJR規格鉄道コンテナと、20ft（重量は24tまで）のISO規格海上コンテナを取り扱う。
取扱品目は、工業品や化学工業品、工業薬品が中心。石油輸送の一大拠点ともなっている。産業廃棄物・特別管理産業廃棄物の取扱許可を得ており、それらの入ったコンテナの取扱いも可能である。東京府中の車両工場で輸出用に製造された機関車が置かれ、横浜港に向けて運び出されることもある。

## 利用状況
近年の年間発着トン数は下記の通り。
| 年度   | 発送トン数 | 到着トン数 | 出典   |
| ------ | ---------- | ---------- | ------ |
| 1998年 |            |            |        |
| 1999年 | 148,449    | 140,400    | [ 15 ] |
| 2000年 | 151,170    | 176,338    | [ 16 ] |
| 2001年 | 150,852    | 173,367    | [ 17 ] |
| 2002年 | 137,013    | 165,769    | [ 18 ] |
| 2003年 | 136,003    | 175,988    | [ 19 ] |
| 2004年 | 133,047    | 157,170    | [ 20 ] |
| 2005年 | 139,260    | 162,861    | [ 21 ] |
| 2006年 | 149,404    | 158,119    | [ 22 ] |
| 2007年 | 151.596    | 152,359    | [ 23 ] |
| 2008年 | 127,157    | 133,718    | [ 24 ] |
| 2009年 | 114,179    | 95,230     | [ 25 ] |
| 2010年 | 120,644    | 113,716    | [ 26 ] |
| 2011年 | 115,990    | 128,022    | [ 27 ] |
| 2012年 | 132,522    | 129,937    | [ 28 ] |
| 2013年 | 151,363    | 141,457    | [ 29 ] |
| 2014年 | 148,780    | 141,744    | [ 30 ] |
| 2015年 | 154,163    | 141,245    | [ 31 ] |
| 2016年 | 136,360    | 117,573    | [ 32 ] |
| 2017年 | 138,538    | 107,148    | [ 33 ] |
| 2018年 | 126,168    | 99,041     | [ 34 ] |
| 2019年 | 131,919    | 72,966     | [ 35 ] |
| 2020年 | 131,764    | 68,523     | [ 36 ] |
| 2021年 | 143,558    | 88,579     | [ 37 ] |
| 2022年 | 138,863    | 87,143     | [ 38 ] |
| 2023年 | 124,016    | 62,110     | [ 39 ] |

## 駅周辺
- 京急大師線小島新田駅
- ヤマト運輸川崎塩浜営業所
- 日本ゼオン川崎工場
- 旭化成ケミカルズ川崎製作所
- 川崎市交通局塩浜営業所
- プレス工業本社
- AOI国際病院
- キングスカイフロント

## 隣の駅
東日本旅客鉄道（JR東日本）
東海道本線貨物支線（東海道貨物線）
東京貨物ターミナル駅 - 川崎貨物駅 - 浜川崎駅
神奈川臨海鉄道
浮島線
川崎貨物駅 - 末広町駅
千鳥線
川崎貨物駅 - 千鳥町駅

### かつて存在した路線
神奈川臨海鉄道
水江線
川崎貨物駅 - 水江町駅